# Curimata aspera
Curimata aspera är en fiskart som först beskrevs av Günther, 1868.  Curimata aspera ingår i släktet Curimata och familjen Curimatidae. Inga underarter finns listade i Catalogue of Life.